# Laringa
Laringa is een geslacht van vlinders uit de familie Nymphalidae.

## Soorten
- Laringa andamanensis
- Laringa castelnaui
- Laringa fruhstorferii
- Laringa glaucescens
- Laringa horsfieldii
- Laringa niha
- Laringa ochus
- Laringa ottonis
- Laringa senta
- Laringa velitra